# Herstedøster Skole
Herstedøster Skole er en folkeskole beliggende i Albertslund. Skolen blev grundlagt i 2008, da Roholmskolen og Teglmoseskolen blev slået sammen. Herstedøster Skole har klassetrin fra 0. til 9. klasse, og der er cirka 1000 elever, som går på skolen. 

## Afdelingsstruktur
Herstedøster Skole har afdelingsstruktur og er inddelt i tre afdelinger: indskoling, mellemtrin og udskoling.

## Skoleleder
Den nuværende skoleleder for Herstedøster Skole er Birgitte Kjær Christensen som blev ansat den 1. februar 2023.

## Tidligere skoleledere
- Birgitte Pilgård: januar 2015 - oktober 2022 (7 år 10 mdr.)[4][5][3]
- Jens Rud Madsen: august 2008 - december 2014 (6 år 4 mdr.)[6][7][8]